# مورلس اینلت (کارولینای جنوبی)
مورلس اینلت(به انگلیسی: Murrells Inlet) شهری در ایالت کارولینای جنوبی کشور ایالات متحده آمریکا است که جمعیت آن در سرشماری سال ۲۰۱۰ میلادی، ۷٬۵۴۷ نفر بوده‌است.